# Sheila López
Sheila López (San Juan, ...) è una pallavolista portoricana.
Gioca nel ruolo di schiacciatrice ed opposto nelle Lancheras de Cataño.

## Carriera
La carriera di Sheila López inizia negli Stati Uniti d'America, dove si reca per motivi di studio, quando entra a far parte della squadra della Duquesne University, prendendo parte alla Division I NCAA dal 1995 al 1997; si trasferisce poi nel 1998 alla Iowa State University, con la quale completa la propria carriera universitaria nella stagione 1999.
Nella stagione 2000 inizia la carriera professionistica, debuttando nella Liga de Voleibol Superior Femenino con la maglia delle Chicas de San Juan: durante la permanenza nella franchigia viene premiata come MVP della regular season nella stagione 2001, prima di lasciare la squadra nel campionato 2003, accasandosi alle Vaqueras de Bayamón, dove resta per tre annate.
Nella stagione 2005-06 firma col Club Atlético Voleibol Murcia 2005, neonato club della Superliga Femenina de Voleibol, che tuttavia lascia già nel mese di dicembre, tornando a vestire la maglia delle Vaqueras de Bayamón in tempo per il campionato 2006 e per quello successivo.
Dopo aver pensato al ritiro, decide di dedicarsi esclusivamente al beach volley per tutto il 2008, giocando in coppia con Ada Teresa Ramos, prima di tornare alle Vaqueras de Bayamón nella stagione 2009 e in quella seguente. Nel campionato 2011 cambia maglia, vestendo quella delle Mets de Guaynabo, con le quali, subito dopo una pausa per maternità, gioca anche nel campionato 2012, ritirandosi al termine della stagione, quando risulta essere l'ottava miglior realizzatrice della storia del campionato portoricano.
Dopo due anni di inattività, nel corso della stagione 2015 torna in campo con le Lancheras de Cataño.

## Palmarès

### Premi individuali
- 2001 - Liga de Voleibol Superior Femenino: MVP della Regular season